# Léon Walras

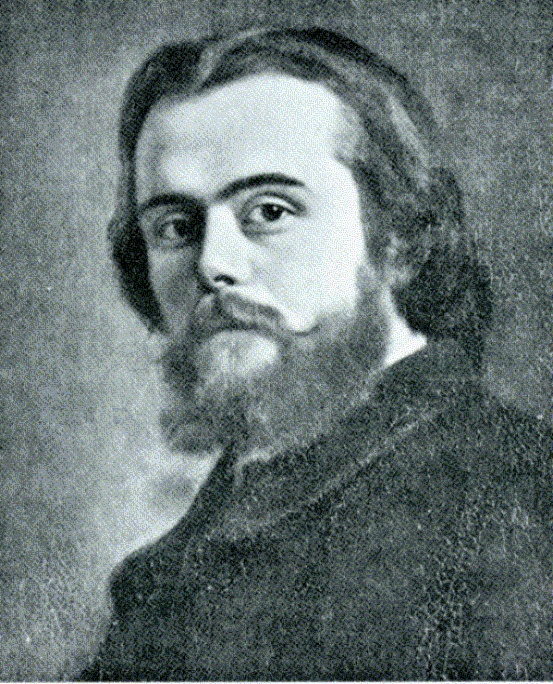
Léon Walras

Léon Walras (n. 16 decembrie 1834; d. 5 ianuarie 1910) a fost un economist francez, reprezentant al neoclasicismului.